# Список прапороносців Румунії на Олімпійських іграх
Це список прапороносців, які представляли Румунію на Олімпійських іграх.
| #  | Рік, Місце           | Сезон | Прізвище             | Вид спорту                  |
| -- | -------------------- | ----- | -------------------- | --------------------------- |
| 1  | 1936, Берлін         | літо  | Сербан Манчілеску    | Стрільба                    |
| 2  | 1952, Гельсінкі      | літо  | Думітру Парасківеску | Легка атлетика              |
| 3  | 1956, Мельбурн       | літо  | Йосип Сирбу          | Стрільба                    |
| 4  | 1960, Рим            | літо  | Олександру Бизим     | Легка атлетика              |
| 5  | 1964, Інсбрук        | зима  | Йон Панцуру          | Бобслей                     |
| 6  | 1964, Токіо          | літо  | Аурел Вернеску       | Гребля на байдарках і каное |
| 7  | 1968, Гренобль       | зима  | Бятріче Хуштов       | Фігурне катання             |
| 8  | 1968, Мехіко         | літо  | Аурел Вернеску       | Гребля на байдарках і каное |
| 9  | 1972, Саппоро        | зима  | Йон Панцуру          | Бобслей                     |
| 10 | 1972, Мюнхен         | літо  | Аурел Вернеску       | Гребля на байдарках і каное |
| 11 | 1976, Інсбрук        | зима  | Георге Гирніце       | Біатлон                     |
| 12 | 1976, Монреаль       | літо  | Ніколае Мартинеску   | Боротьба                    |
| 13 | 1980, Лейк-Плесіді   | зима  | Георге Ліксандру     | Бобслей                     |
| 14 | 1980, Москва         | літо  | Василе Андрей        | Боротьба                    |
| 15 | 1984, Сараєво        | зима  | Кострел Ростяну      |                             |
| 16 | 1984, Лос-Анджелес   | літо  | Корнеліу Йон         | Стрільба                    |
| 17 | 1988, Калгарі        | зима  | Дорін Деган          | Бобслей                     |
| 18 | 1988, Сеул           | літо  | Василе Андрей        | Боротьба                    |
| 19 | 1992, Альбервіль     | зима  | Йоан Апостол         | Санний спорт                |
| 20 | 1992, Барселона      | літо  | Костел Грасу         | Легка атлетика              |
| 21 | 1994, Ліллехаммер    | зима  | Йоан Апостол         | Санний спорт                |
| 22 | 1996, Атланта        | літо  | Юліка Руйкан         | Гребля на байдарках і каное |
| 23 | 1998, Нагано         | зима  | Міхаела Даскелу      | Ковзанярський спорт         |
| 24 | 2000, Сідней         | літо  | Елісабета Ліпе       | Гребля на байдарках і каное |
| 25 | 2002, Солт-Лейк-Сіті | зима  | Ева Тофалві          | Біатлон                     |
| 26 | 2004, Афіни          | літо  | Елісабета Ліпе       | Гребля на байдарках і каное |
| 27 | 2006, Турин          | зима  | Георге Кіпер         | Фігурне катання             |
| 28 | 2008, Пекін          | літо  | Валерія Беше         | Гандбол                     |
| 29 | 2010, Ванкувер       | зима  | Ева Тофалві          | Біатлон                     |
| 30 | 2012, Лондон         | літо  | Горія Текеу          | Теніс                       |
| 31 | 2014, Сочі           | зима  | Ева Тофалві          | Біатлон                     |
| 32 | 2016, Ріо-де-Жанейро | літо  | Каталіна Понор       | Художня гімнастика          |